# Грушів (Коломийський район)
Грушів — село в Україні, у Коломийській міській громаді Коломийського району Івано-Франківської області.

## Географія
Через село тече струмок Грушів, правий доплив Пруту.

## Історія
Згадується 30 січня 1447 року в книгах галицького суду .
За Королівською люстрацією 1565 року в селі налічувались 24 господарі-кмети, отаман і піп (отже, була й церква),
5 березня 1951 р. виконком Коломийської районної ради рішенням № 84 приєднав до села Тростянка 15 селянських дворів із Грушова, розташованих за 3 км від нього. Разом з ними були передані 15 га ріллі та 10 га пасовиськ з колгоспу «імені Хрущова» до колгоспу «Радянська Армія», провівши між ними межу по польовій дорозі від річки Прут.
Івано-Франківська обласна Рада народних депутатів рішенням від 14 червня 1994 року передала село Грушів з Пилипівської сільської ради до Корницької сільради.
У 2001 р. громадою УГКЦ збудована церква Успіння Пресвятої Богородиці.